# HMS Severn (1913)
«Северн» (англ. HMS Severn) — один з трьох моніторів типу «Хамбер» Королівського флоту.  Побудований компанією Vickers для Бразилії та названий Solimoes,  він був придбаний Адміралтейством у 1914 році через початок Першої світової війни разом із соднотипними «Хамбер»та «Мерсі».  Ці три кораблі стали першими для нового класу спеціалізованих бойових кораблів, призначених для обстрілів берегових цілей. В результаті неглибокої осадки монітор виявився мало спроможним до маневрів та недостатньо морехідним у відкритому морі навіть при невеликій хвилі.   

## Історія служби
Під час Першої світової війни «Северн» мав відносно успішну кар'єру. Під час битві на Ізері 1914 року біля берегів Бельгії монітор обстрілював німецькі війська, а також артилерійські позиції. 10 жовтня 1914 року «Северн» уцілів після атаки підводного човна U-8, оскільки завдяки його малій осадці випущена торпеда пройшла нижче його кіля.
На початку 1915 року через зношеність стволів головного калібру спарену башту було знято та замінено двома захищеними щитами одинарними 6-дюймовими гарматами на носі і кормі. У липні 1915 року монітор відбуксирували до дельти річки Руфіджі у німецькій Східній Африці (за допомогою буксирів Ліверпулю HMS Blackcock, Sarah Joliffe та T A Joliffe, а також буксирів з Темзи Danube II, Southampton та Revenger), де він разом з «Мерсі» зробили вирішальний внесок у знищення німецького легкого крейсера «Кенігсберг».  Монітор продовжив участь у операціях у Східній Африці до 1918 року і після тривалого ремонту в Александрії, також служив на нижньому Дунаї до березня 1919 року, наглядаючи за дотриманням умов перемир'я.  
Корабель продали на утилізацію  9 травня 1921 року.  